# Collegio uninominale Piemonte - 05 (2017)
Il collegio elettorale uninominale Piemonte - 05 è stato un collegio elettorale uninominale della Repubblica Italiana per l'elezione del Senato tra il 2017 ed il 2022.

## Territorio
Come previsto dalla legge elettorale italiana del 2017, il collegio era stato definito tramite decreto legislativo all'interno della circoscrizione Piemonte.
Era formato dal territorio di 164 comuni: Agrate Conturbia, Ameno, Antrona Schieranco, Anzola d'Ossola, Arizzano, Armeno, Arola, Arona, Aurano, Baceno, Bannio Anzino, Barengo, Baveno, Bee, Belgirate, Bellinzago Novarese, Beura-Cardezza, Biandrate, Boca, Bognanco, Bogogno, Bolzano Novarese, Borgo Ticino, Borgolavezzaro, Borgomanero, Borgomezzavalle, Briga Novarese, Briona, Brovello-Carpugnino, Calasca-Castiglione, Caltignaga, Cambiasca, Cameri, Cannero Riviera, Cannobio, Caprezzo, Carpignano Sesia, Casalbeltrame, Casale Corte Cerro, Casaleggio Novara, Casalino, Casalvolone, Castellazzo Novarese, Castelletto sopra Ticino, Cavaglietto, Cavaglio d'Agogna, Cavallirio, Ceppo Morelli, Cerano, Cesara, Colazza, Comignago, Cossogno, Craveggia, Cressa, Crevoladossola, Crodo, Cureggio, Divignano, Domodossola, Dormelletto, Druogno, Fara Novarese, Fontaneto d'Agogna, Formazza, Galliate, Garbagna Novarese, Gargallo, Gattico, Germagno, Ghemme, Ghiffa, Gignese, Gozzano, Granozzo con Monticello, Gravellona Toce, Grignasco, Gurro, Intragna, Invorio, Landiona, Lesa, Loreglia, Macugnaga, Madonna del Sasso, Maggiora, Malesco, Mandello Vitta, Marano Ticino, Masera, Massino Visconti, Massiola, Meina, Mergozzo, Mezzomerico, Miasino, Miazzina, Momo, Montecrestese, Montescheno, Nebbiuno, Nibbiola, Nonio, Novara, Oggebbio, Oleggio, Oleggio Castello, Omegna, Ornavasso, Orta San Giulio, Pallanzeno, Paruzzaro, Pella, Pettenasco, Piedimulera, Pieve Vergonte, Pisano, Pogno, Pombia, Prato Sesia, Premeno, Premia, Premosello-Chiovenda, Quarna Sopra, Quarna Sotto, Re, Recetto, Romagnano Sesia, Romentino, San Bernardino Verbano, San Maurizio d'Opaglio, San Nazzaro Sesia, San Pietro Mosezzo, Santa Maria Maggiore, Sillavengo, Sizzano, Soriso, Sozzago, Stresa, Suno, Terdobbiate, Toceno, Tornaco, Trarego Viggiona, Trasquera, Trecate, Trontano, Valle Cannobina, Valstrona, Vanzone con San Carlo, Vaprio d'Agogna, Varallo Pombia, Varzo, Verbania, Veruno, Vespolate, Vicolungo, Vignone, Villadossola, Villette, Vinzaglio, Vogogna.
Il collegio era parte del collegio plurinominale Piemonte - 02.

## Eletti
| Elezione | Elezione | Senatore       | Partito           |
| -------- | -------- | -------------- | ----------------- |
|          | 2018     | Gaetano Nastri | Fratelli d'Italia |

## Dati elettorali

### XVIII legislatura
Come previsto dalla legge elettorale, 116 senatori erano eletti con sistema a maggioranza relativa in altrettanti collegi uninominali a turno unico.
| Candidati              | Candidati                     | Voti    | %     | Liste                    | Voti    | %     |
| ---------------------- | ----------------------------- | ------- | ----- | ------------------------ | ------- | ----- |
|                        | Gaetano Nastri ✔️ Eletto      | 127 637 | 46,41 | Lega                     | 71 551  | 26,02 |
| Forza Italia           | Gaetano Nastri ✔️ Eletto      | 127 637 | 46,41 | 42 365                   | 15,41   |       |
| Fratelli d'Italia      | Gaetano Nastri ✔️ Eletto      | 127 637 | 46,41 | 12 115                   | 4,41    |       |
| Noi con l'Italia - UDC | Gaetano Nastri ✔️ Eletto      | 127 637 | 46,41 | 1 603                    | 0,58    |       |
|                        | Fabio Barbieri                | 65 737  | 23,90 | Movimento 5 Stelle       | 65 737  | 23,90 |
|                        | Elena Ferrara                 | 64 224  | 23,35 | Partito Democratico      | 54 838  | 19,94 |
| +Europa                | Elena Ferrara                 | 64 224  | 23,35 | 7 538                    | 2,74    |       |
| Italia Europa Insieme  | Elena Ferrara                 | 64 224  | 23,35 | 984                      | 0,36    |       |
| Civica Popolare        | Elena Ferrara                 | 64 224  | 23,35 | 864                      | 0,31    |       |
|                        | Roberto Leggero               | 7 274   | 2,65  | Liberi e Uguali          | 7 274   | 2,65  |
|                        | Monica Tosi                   | 2 726   | 0,99  | CasaPound                | 2 726   | 0,99  |
|                        | Daniele Cherubin              | 2 003   | 0,73  | Potere al Popolo!        | 2 003   | 0,73  |
|                        | Elena Egle Fiore Theodorowicz | 1 922   | 0,70  | Italia agli Italiani     | 1 922   | 0,70  |
|                        | Giuseppe De Giovannini        | 1 862   | 0,68  | Il Popolo della Famiglia | 1 862   | 0,68  |
|                        | Lorenzo Baudo                 | 783     | 0,28  | Partito Valore Umano     | 783     | 0,28  |
|                        | Biagio Rosso                  | 626     | 0,23  | Grande Nord              | 626     | 0,23  |
|                        | Antonio Tedesco               | 209     | 0,08  | PRI - ALA                | 209     | 0,08  |
| Totale                 | Totale                        | 275 003 | 100   |                          | 275 003 | 100   |
|                        |                               |         |       |                          |         |       |
| Voti non validi        | Voti non validi               | 10 980  | 3,84  |                          |         |       |
| Votanti                | Votanti                       | 285 983 | 75,02 |                          |         |       |
| Elettori               | Elettori                      | 381 219 |       |                          |         |       |